# Rabkavi Banhatti
Rabkavi Banhatti là một thị xã và là nơi đặt hội đồng thành phố của quận Bagalkot thuộc bang Karnataka, Ấn Độ.

## Nhân khẩu
Theo điều tra dân số năm 2001 của Ấn Độ, Rabkavi Banhatti có dân số 70.242 người. Phái nam chiếm 51% tổng số dân và phái nữ chiếm 49%. Rabkavi Banhatti có tỷ lệ 58% biết đọc biết viết, thấp hơn tỷ lệ trung bình toàn quốc là 59,5%: tỷ lệ cho phái nam là 67%, và tỷ lệ cho phái nữ là 49%. Tại Rabkavi Banhatti, 13% dân số nhỏ hơn 6 tuổi.